# Кавираджа
Кавираджа (Cavirâja — царь поэтов) — индийский поэт, живший не раньше X века.
Ему приписывается в высшей степени искусственная эпическая поэма «Рагхавапандавиям», принадлежащая к так называемым кавья и рассказывающая одновременно, одними и теми же словами, сюжеты «Махабхараты» и «Рамаяны», очень мало похожие между собой. Это достигается постоянным употреблением слов и оборотов с двояким значением. Поэма пользуется до сих пор большим уважением.